# 索克维尔
索克维尔（法語：Sauqueville，法語發音：[sokvil]）是法国滨海塞纳省的一个市镇，属于迪耶普区。

## 地理
索克维尔（49°51'21"N, 1°4'12"E）面积3.39 平方千米，位于法国诺曼底大区滨海塞纳省，该省份为法国北部沿海省份，其西部及北部濒大西洋英吉利海峡，东起顺时针与索姆省、瓦兹省、厄尔省和卡爾瓦多斯省接壤。
与索克维尔接壤的市镇（或旧市镇、城区）包括：锡河畔安娜维尔、欧普加尔、科尔梅尼勒-马讷维尔、马内乌维尔、奥夫朗维尔、阿尔克河畔图维尔。

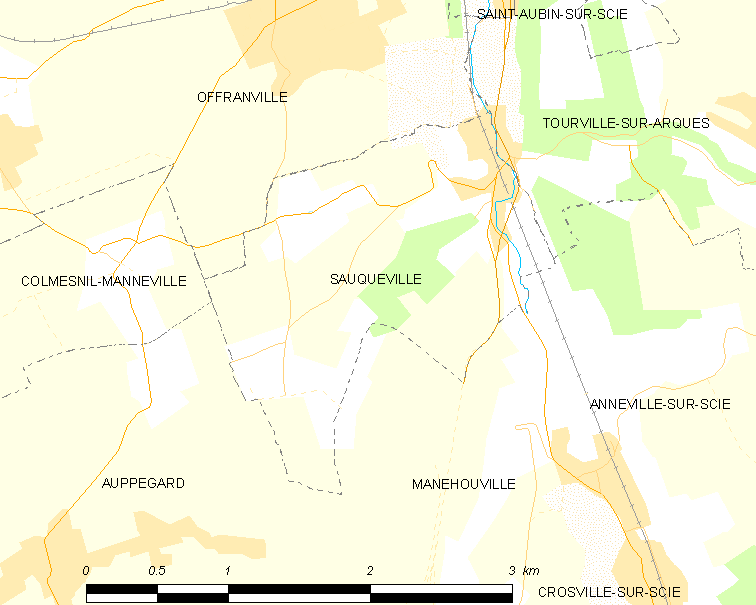
索克维尔的OSM定位图

索克维尔的时区为UTC+01:00、UTC+02:00（夏令时）。

## 行政
索克维尔的邮政编码为76550，INSEE市镇编码为76667。

## 政治
索克维尔所属的省级选区为迪耶普第一县。

## 人口

1962-2008年间索克维尔人口变化图示

索克维尔于2022年1月1日时的人口数量为350人。